# Winston Zeddemore
Winston Zeddemore es un personaje ficticio de la franquicia de cine y televisión Los cazafantasmas, apareciendo tanto en las películas Los Cazafantasmas 1 y 2 como en la tercera película: Cazafantasmas 3, como en la serie de animación Los Verdaderos Cazafantasmas.

## Biografía
Winston es un exmarinero estadounidense que trabajaba como obrero de construcción antes de enrolarse en los Cazafantasmas. En el capítulo The Moaning Stones de la serie animada, se revela que es descendiente de un antiguo chamán africano que combatía demonios.

## Personalidad
Winston es el único miembro del grupo que no es científico, el único que es de color y el único que no es miembro fundador. Asegura que era escéptico y no creía en fantasmas antes de unirse a los Cazafantasmas solo para recibir un cheque. Es el conductor oficial del Ecto-1 tanto en las películas como en la serie. 
Siendo el único miembro no científico y más escéptico, sirve como referente constante pues mantiene los pies en la tierra mientras su colegas sencillamente se distraen en teorías.
Curiosamente, en el capítulo Side Flip en que viajan a un universo paralelo donde los fantasmas cazan personas, Winston es el único del equipo que no viaja y el único que no tiene su doble fantasmal. 
Es interpretado por Ernie Hudson en las dos películas originales y en la futura tercera, en la serie su voz la proporciona Buster Jones.